# Nairn MacEwan
Pour les articles homonymes, voir MacEwan et Nairn (homonymie).
Pas d'image ? Cliquez ici

a Compétitions nationales et continentales officielles uniquement.

b Matchs officiels uniquement.
Dernière mise à jour le 29 octobre 2013.
Nairn Alexander MacEwan, né le 12 décembre 1941 à Dar es Salam (Tanganyika) et mort le 31 mai 2018 à Inverness au Royaume-Uni, est un joueur de rugby à XV qui a joué avec l'équipe d'Écosse, évoluant au poste de troisième ligne.

## Biographie
Nairn MacEwan dispute son premier test match le 16 janvier 1971 contre l'équipe de France. Il a disputé son dernier test match le 15 mars 1975 contre l'équipe d'Angleterre.

## Palmarès
- Vainqueur du Tournoi des Cinq Nations en 1973

## Statistiques en équipe nationale
- 20 sélections (+ 2 avec le XV d'Écosse)
- 4 points (1 essai)
- Sélections par années :  5 en 1971, 4 en 1972, 5 en 1973, 4 en 1974, 2 en 1975
- Tournois des Cinq Nations disputés : 1971, 1972, 1973, 1974, 1975.